# Hubble Township
Pour les articles homonymes, voir Hubble.
Hubble Township est un township du comté de comté de Cap Girardeau dans le Missouri, aux États-Unis,. En 2000, sa population s'élève à 1 683 habitants. Le township est fondé en 1836 et baptisé en référence à Ithamar Hubbell, un pionnier.

## Source de la traduction
- (en) Cet article est partiellement ou en totalité issu de l’article de Wikipédia en anglais intitulé « Hubble Township, Cape Girardeau County, Missouri » (voir la liste des auteurs).